# Porta Holding
Die porta Holding GmbH & Co. KG ist die Führungs-Holding einer deutschen Unternehmensgruppe im Möbelhandel. Die Firmenzentrale befindet sich in der ostwestfälischen Stadt Porta Westfalica in Nordrhein-Westfalen. Unter den Markennamen „porta“ und „SB-Möbel Boss“ betreibt die Gruppe Onlinehandel und mehr als 130 Einrichtungshäuser in Deutschland. In Tschechien und in der Slowakei ist die Gruppe unter dem Markennamen „Asko“ sowohl im Onlinehandel als auch mit über 20 Einrichtungshäusern aktiv.
Die Porta Unternehmensgruppe gab Anfang Januar 2025 bekannt, dass sie von XXXLutz übernommen wird. Das Bundeskartellamt muss dieser Übernahme noch zustimmen.

## Geschichte

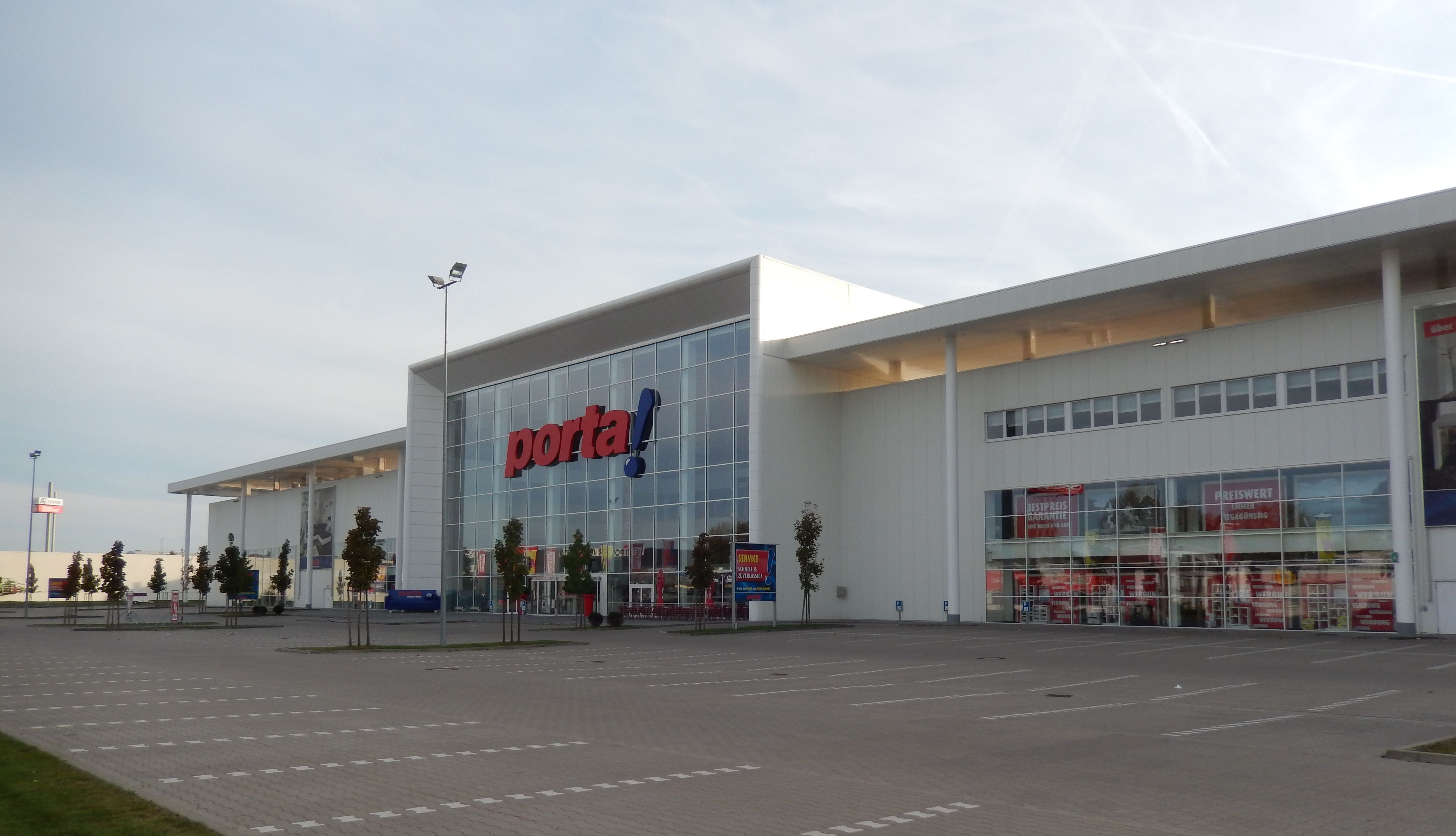
porta-Einrichtungshaus Altwarmbüchen im Jahr 2014

### Gründung und erste Jahre als Möbel Markt porta
Am 1. Dezember 1965 gründeten Wilhelm Fahrenkamp und Hermann Gärtner zunächst nur ein Fabrik-Auslieferungslager für Möbel. Die Idee dazu soll in einer Mindener Gaststätte während eines Skatabends entstanden sein. Dieses Lager mit zunächst nur einem Mitarbeiter wandelten die Gründer nach drei Jahren in das Einzelhandelsgeschäft „MÖBEL MARKT PORTA“ um. Der Start war ein Erfolg, so dass man 1969 baulich erweitern und die Ausstellungsfläche des Marktes deutlich vergrößern konnte. 1976 wurde in Altwarmbüchen in der Region Hannover eine erste Filiale für „porta-Möbel“ eröffnet. 1978 folgte eine zweite Filiale in Bielefeld. Die Schreibweise des Namens hatte sich inzwischen zu „möbel markt porta“, oder abgekürzt „mmp“ verändert.

### Erweiterung durch Selbstbedienungsmärkte SB-Möbel Boss

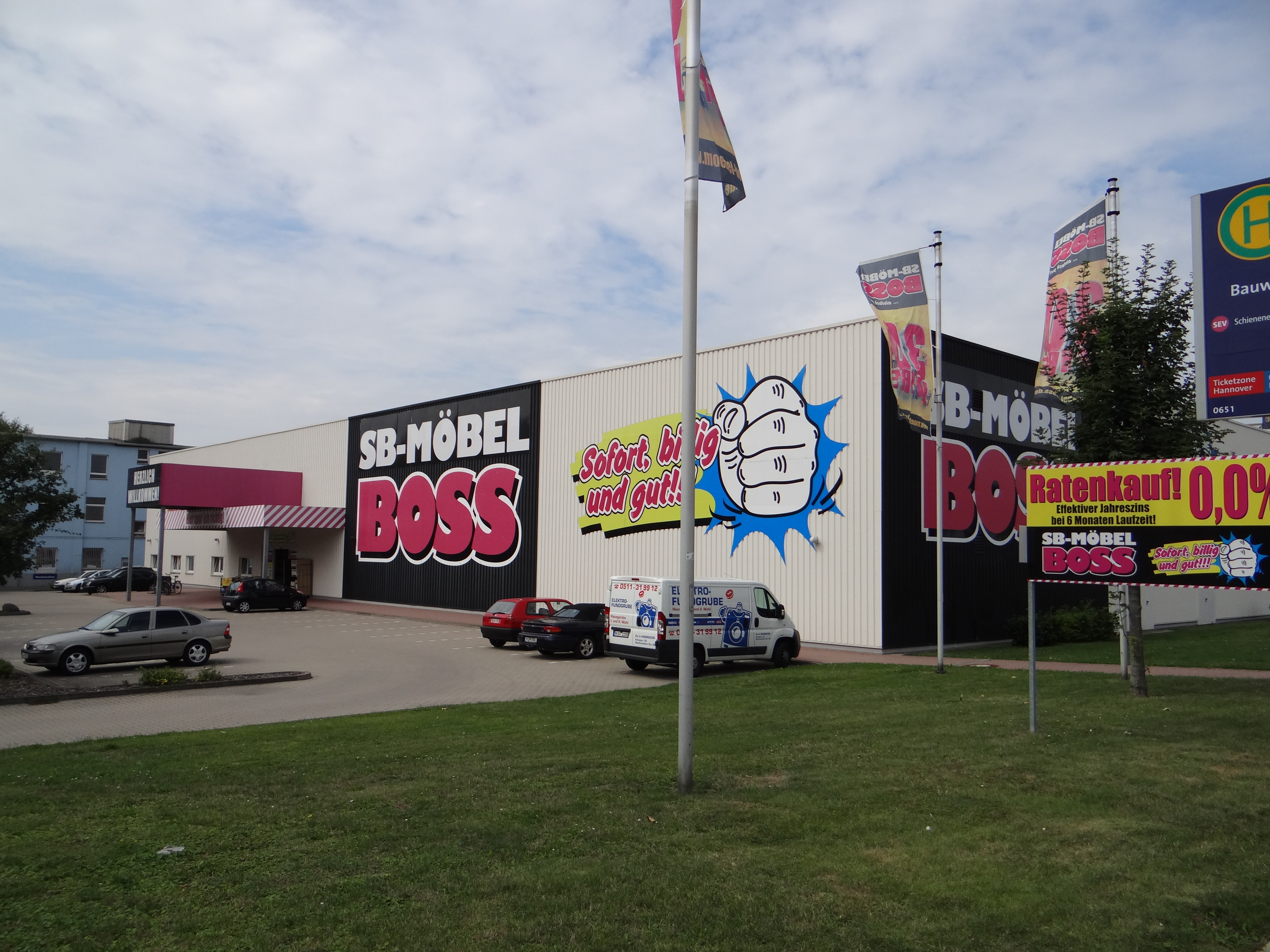
SB-Möbel Boss am Standort Hannover im Jahr 2014

Als Pilotprojekt wurde im November 1982 in Hannover-Linden ein erstes Möbelhaus mit Selbstbedienung eröffnet. In Bielefeld feierte drei Jahre später ein zweiter Selbstbedienungs-Markt Premiere, dessen Fassade bereits in den heute für die Marke „SB-Möbel Boss“ typischen Farben Magenta und Weiß gestaltet war. In den Jahren 1987 bis 1989 eröffneten Märkte in Minden, Hannover, Oberhausen und Braunschweig. 1990 eröffneten in Markranstädt, Chemnitz und Magdeburg die ersten Häuser in den neuen Bundesländern, kurz darauf folgten Märkte in Zwickau und Leipzig. Im Jahr 2000 wurde bereits der 50. Möbel-Boss-Markt eröffnet.

### Weitere Entwicklung der Gruppe (1990 bis 2010)
Die Expansion des Unternehmens setzte sich stetig fort, wobei das Geschäft der Selbstbedienungsmärkte eine deutlich größere Dynamik entfaltete. Die Eröffnung des ersten klassischen Einrichtungshauses in Ostdeutschland unter der Marke porta erfolgte erst 1993 in Wiedemar. Ab 1999 gehörte auch die 1925 von Josef Hausmann in Rheidt gegründete und 1971 vom Familienunternehmen in eine GmbH umgewandelte Möbel Hausmann mit Filiale in Bergheim zur porta-Gruppe. Der traditionsreiche Name der Einrichtungshäuser blieb zunächst bestehen und wurde 2010 nach Schließung Marktes in Rheidt sogar bei der Neueröffnung auf dem deutlich größeren Areal des Airport-Centers in Porz weitergeführt.
Einen Rückschlag musste das Unternehmen im Jahr 2009 verkraften. Bei Renovierungsarbeiten im Stammhaus in Porta Westfalica wurden sämtliche Waren und die Inneneinrichtung durch Asbest verseucht und mussten als Sondermüll entsorgt werden. Bis zum Abschluss der Reinigung konnte das Gebäude nur durch Sicherheitsschleusen betreten werden. Ein Unternehmenssprecher vermutete angesichts des geschätzten Schadens von über 15 Millionen Euro, dass es das Ende des Unternehmens gewesen wäre, hätte es zum Zeitpunkt des Schadens nur diese eine Filiale gehabt.

### Online-Handel und Übernahmen (2011 bis heute)

Bis April 2020 verwendetes Logo

2011 gründete das Unternehmen einen ersten Online-Shop unter der Selbstbedienungsmarke Möbel Boss. Kurz darauf expandierte die Gruppe durch einen Zukauf ins osteuropäische Ausland. Für einen nicht genannten Kaufpreis erwarb porta die Möbelkette Asko, die zum Zeitpunkt der Übernahme etwa 600 Mitarbeiter in 17 Möbelhäusern beschäftigte. Zehn Einrichtungshäuser in Tschechien und sieben in der Slowakischen Republik mit Verkaufsflächen zwischen 2.000 und 6.500 Quadratmetern. Die Marke wurde beibehalten und setzt ebenfalls auf Expansion. Zum 50-jährigen Jubiläum, im Jahr 2015, bezog die porta-Firmenzentrale ein neues Verwaltungsgebäude in Porta Westalica-Vennebeck. 2021 gab die Gruppe den Namen Möbel Hausmann auf und firmierte seine Möbelmärkte in Bergheim und Köln Porz-Gremberghoven zu porta-Einrichtungshäusern um.
Im Dezember 2017 übernahm die Gruppe die Wohn Plus Möbel GmbH aus Bayreuth. Deren 57-jähriger Gründer Shahab Banki, der 1991 mit einer kleinen Filiale für preisbewusste Kunden in Amberg begonnen und daraus eine kleine Kette mit acht Filialen und 130 Mitarbeitern gemacht hatte, erklärte anschließend in der Presse, dass seine Kinder kein Interesse an einer Weiterführung gezeigt hätten und daher das Kaufangebot von Porta eine gute Gelegenheit gewesen sei. Die Märkte wurden nach dem Kauf umgebaut und in das Konzept der Möbel-Boss-Selbsbedienungsmärkte eingegliedert.
Anfang 2020 gab es bereits 106 Möbel-Boss-Märkte mit ungefähr 3000 Mitarbeitern, aber nicht alle Standorte waren dauerhaft erfolgreich. So kündigte das Unternehmen 2020 die Schließung des neun Jahre zuvor eröffneten Standorts in Lübbecke an. Neun von zuletzt zwanzig beschäftigen Arbeitnehmer in Lübbecke konnten aber an einen anderen Markt wechseln und die zwei Auszubildenden ihre Lehre in Minden zu Ende bringen. Die Filiale in Lauf an der Pegnitz wurde nach einem Räumungsverkauf Ende April 2021 geschlossen, kurz darauf folgte Eggenfelden im Juni und im August 2021 kündigte das Unternehmen an, dass man auch den Markt in Herford aufgeben wird. Nach Unternehmensangaben sei an diesem Standort aber lediglich die Fläche zu klein gewesen, so dass der im Dezember 1994 eröffnete Markt nicht mehr zum neu ausgerichteten Konzept von SB-Möbel-Boss gepasst habe.
Im Jahr 2021 gab die Gruppe an, mit etwa 7.300 Mitarbeitern einen Umsatz von 1,15 Milliarden Euro erwirtschaftet zu haben. Im Jahr darauf zog sich Hermann Gärtner aus allen Geschäftsführungen zurück.

### Übernahme durch XXXLutz
Im Januar 2025 wird bekannt, dass die Porta Gruppe von XXXLutz übernommen wird, im Zuge der Übernahme scheiden die Gründerfamilien Gärtner und Fahrenkamp aus dem Unternehmen aus.

## Struktur
Für alle Einrichtungsmärkte wurden jeweils Tochterunternehmen in der Rechtsform als GmbH & Co. KG gegründet. Während die für porta-Einrichtungshäuser gegründeten Gesellschaften vollständig der Holding gehören, sind einige von den zu SB-Möbel-Boss-Filialen gegründeten Unternehmen lediglich mehrheitlich bzw. hälftig in deren Besitz. Weitere Tochterfirmen wurden für die Online-Shops oder für gemeinsame Aufgaben wie Immobilien- und Vermögensverwaltung, Gastronomie, Werbung, Lager und Logistik gegründet.
Bis heute wird die Gruppe von den beiden Gründerfamilien geführt. Mit Birgit Gärtner und Achim Fahrenkamp als Mitinhaber und geschäftsführenden Gesellschaftern inzwischen in der zweiten Generation. Im Jahr 2017 unternahm das Unternehmen eine umfangreiche Reorganisation seiner Führung, weg von der zentralen Leitung zu einer spartenbezogenen dezentralen Struktur. Im Zuge dieser Veränderung kam Uwe Hölzer als dritter Geschäftsführer an Bord. Nur wenige Monate später schied er jedoch wegen grundlegender Meinungsverschiedenheiten und abweichender Vorstellungen zwischen ihm und den Gesellschaftern wieder aus. Nachfolger Jürgen Gerdes, der im Januar 2019 als weiterer Geschäftsführer ins Unternehmen eingetreten war, verließ im Februar 2022 das Unternehmen. Nach Mitteilung der Gesellschafter waren erneut unterschiedliche Auffassungen über die Geschäftspolitik der Grund für diese Entscheidung. Seit dem 1. Mai 2023 verstärkt der ehemalige IKEA-Geschäftsführer Paul de Jong die Geschäftsführung der porta Holding.

## Standorte

### porta Möbel Einrichtungshäuser
Anfang 2023 gibt es 27 porta-Einrichtungshäuser:
- Aachen (seit 2006)
- Bad Vilbel-Dortelweil (seit 2002, davor Wohnparadies)
- Bergheim (seit 2021, davor Möbel Hausmann)
- Berlin-Mahlsdorf (seit 2017)
- Bielefeld-Hillegossen (seit 1990)
- Bornheim (seit 2007)
- Braunschweig (seit 1993)
- Dessau-Roßlau (seit 1996)
- Frechen (seit 1999)
- Görlitz (seit 2001)
- Gütersloh (seit 2011)
- Halberstadt (seit 1994)
- Isernhagen-Altwarmbüchen, (1976 bis 2008, Wiedereröffnung 2011)
- Jena (seit 2014)
- Köln-Lind (seit 1997)
- Köln-Gremberghoven (seit 2021, davor Möbel Hausmann)
- Laatzen (ab 2001, davor Möma, ab 2011 Möbel Hausmann, seit 2017 wieder porta)
- Leipzig-Alte Messe (seit 2013)
- Magdeburg (seit 1995)
- Neuwied (seit 1995)
- Neu Wulmstorf (seit 2022, davor SB-Möbel Boss)
- Porta Westfalica-Barkhausen im porta Markt (Stammhaus)
- Potsdam (seit 2008)
- Stendal (seit 1994)
- Wallenhorst (seit 1986)
- Wiedemar (seit 1993)
- Zwickau (seit 1997)

Ehemalige Filialen:
- Halle-Künsebeck (ab 1978)
- Leipzig-Paunsdorf (ab 1999 bis 2013)
- Oberhausen (davor Möbel Heck, 2006–2016 Finke)

### porta Küchenwelt
- Leipzig-Paunsdorf (seit Dezember 2017)[18]

Ehemalige Filialen:
- Essen (ab Januar 2019 bis Oktober 2022)

### porta Verwaltung Zentrallager
- Porta Westfalica-Vennebeck
- Frechen
- Sietzsch
- Trebbin

### SB-Möbel Boss Einrichtungshäuser
Ende April 2022 betrieb die Gruppe 104 Möbel-Boss-Filialen mit Schwerpunkt in der Mitte und im Osten von Deutschland. Im weiteren Verlauf des Jahres 2022 wurden jedoch mehrere Möbel-Boss-Märkte geschlossen und die Filiale in Neu Wulmstorf zum porta-Einrichtungshaus umgebaut, weshalb trotz Neueröffnungen wie in Eisenach und Wismar die Gesamtzahl der auf der Möbel-Boss-Website zum Jahresanfang 2023 gelisteten Märkte auf 95 gesunken ist.

### Asko Möbel Einrichtungshäuser
Über die Tochter ASKO - NÁBYTEK, spol. s r.o. in Prag betrieb die Gruppe im April 2022 vierzehn Asko-Möbel-Filialen in Tschechien an folgenden Standorten
- Brünn
- Budweis
- Chomutov
- Havířov
- Hradec Králové
- Mladá Boleslav
- Olomouc
- Pilsen
- Prag-Čakovice
- Štěrboholy
- Tábor
- Teplice
- Zlín
- Znojmo

Über die Tochter ASKO - NÁBYTOK, spol. s r.o. in Bratislava betrieb die Gruppe im April 2022 acht Asko-Möbel-Filialen in der Slowakei an folgenden Standorten
- Banská Bystrica
- Bratislava
- Košice
- Nitra
- Poprad
- Prešov
- Prievidza
- Trenčín

## Sponsoring
Hermann Gärtner gründete 1993 die Andreas Gärtner-Stiftung, Hilfe für Menschen mit geistiger Behinderung. Die Stiftung wird ehrenamtlich durch porta Möbel verwaltet. Alle Spenden kommen daher zu 100 % den betroffenen Personen und Institutionen zugute.
Von 2009 bis 2011 sponserte porta Möbel den porta-Marathon, eine Laufveranstaltung durch den Kreis Minden-Lübbecke. Den für die Organisation des Marathon ehrenamtlich tätigen Mitarbeitern des Unternehmens wurde der Aufwand neben stetig wachsenden Aufgaben und unternehmensinternen Projekten jedoch zu viel. Achim Fahrenkamp, porta-Gründer und Initiator der Veranstaltung, sagte den Lauf für 2012 ab.